# 歌のゴールデンステージ
『歌のゴールデンステージ』（うたのゴールデンステージ）は、1973年4月3日から1976年3月30日までNHK総合テレビで放送されていた歌謡番組である。
収録は、当初はNHK東京放送会館に併設されていた初代NHKホール（東京都千代田区内幸町）で行われていたが、1973年6月にNHK放送センター敷地内の2代目NHKホール（東京都渋谷区神南）が本格稼働すると、収録もそちらで行われるようになった。

## 放送時間
いずれも日本標準時。
- 火曜 20:00 - 20:59 （1973年4月3日 - 1974年3月26日）
- 火曜 20:00 - 20:54 （1974年4月2日 - 1976年3月30日） - 5分縮小。この期間中、水曜15:05枠で再放送を行っていた。

## 出演者

### 司会
- 山川静夫（1973年4月3日 - 1974年3月26日） - 前番組『歌謡グランドショー』から引き続き出演。
- 中江陽三（1974年4月2日 - 1976年3月30日）

### アシスタント
- キャンディーズ - 前番組『歌謡グランドショー』から引き続き出演。

## スタッフ
- 構成：井上頌一、下山啓、杉紀彦、山崎博史
- 音楽：中村八大、宮川泰、高見弘、服部克久